# Friedrich von Berchtold
Bedřich Karel Eugen Všemír Berchtold hrabě z Uherčic, em alemão: Friedrich  Berchtold Graf von Ungarschitz (Stráž nad Nežárkou, 25 de outubro de 1781 – Buchlovice, Morávia, 3 de abril de 1876) foi um médico e botânico tcheco.